# Micrathyria dido
Micrathyria dido is een libellensoort uit de familie van de korenbouten (Libellulidae), onderorde echte libellen (Anisoptera).
De wetenschappelijke naam Micrathyria dido is voor het eerst geldig gepubliceerd in 1911 door Ris.